# راکوواتس (نووی پازار)
راکوواتس (به صربی: Rakovac) یک منطقهٔ مسکونی در صربستان است. راکوواتس ۱٬۰۹۱ متر بالاتر از سطح دریا واقع شده‌است.